# Anacamptis eccarii
Anacamptis eccarii är en orkidéart som beskrevs av Horst Kretzschmar och Gisela Kretzschmar. Anacamptis eccarii ingår i släktet salepsrötter, och familjen orkidéer. Inga underarter finns listade i Catalogue of Life.